# Велика Британія на зимових Олімпійських іграх 1948
Велика Британія брала участь у зимових Олімпійських іграх 1948 року у Санкт-Моріці (Швейцарія). Збірну країни представляли 55 спортсменів (43 чоловіків та 12 жінок) у шести видах спорту. Прапороносцем на церемонії відкриття Олімпіади став фігурист Грем Шарп. Країна уп'яте взяла участь у зимовій Олімпіаді. Британські спортсмени здобули дві бронзові медалі.

## Медалісти
| Медаль | Ім'я            | Вид спорту      | Дисципліна               |
| ------ | --------------- | --------------- | ------------------------ |
| Бронза | Жаннет Альтвегг | Фігурне катання | одиночне катання (жінки) |
| Бронза | Джон Краммонд   | Скелетон        |                          |

## Спортсмени
Кількість спортсменів, що взяли участь в Іграх, за видами спорту.
| Вид спорту          | Чоловіки | Жінки | Загалом |
| ------------------- | -------- | ----- | ------- |
| Бобслей             | 10       | 0     | 10      |
| Гірськолижний спорт | 7        | 6     | 13      |
| Ковзанярський спорт | 5        | 0     | 5       |
| Скелетон            | 4        | 0     | 4       |
| Фігурне катання     | 3        | 6     | 9       |
| Хокей               | 14       | 0     | 14      |
| Загалом             | 43       | 12    | 55      |

## Бобслей
Велику Британію на цих Іграх представляли 10 бобслеїстів, що змагалися у двох дисциплінах: по дві команди у парних болідах та у четвірках. У двійках дует Вільям Коулз та Реймонд Коллінгс фінішували п'ятими (серед 16 учасників). А ось дует Ентоні Гадд та Безіл Велліком не фінішували на третьому заїзді. У четвірках британські боліди зайняли 7 та 15 місця (останнє).
| След  | Спортсмени                                                          | Дисципліна          | Заїзд 1 | Заїзд 1 | Заїзд 2 | Заїзд 2 | Заїзд 3       | Заїзд 3 | Заїзд 4 | Заїзд 4 | Всього        | Всього |
| След  | Спортсмени                                                          | Дисципліна          | Час     | Місце   | Час     | Місце   | Час           | Місце   | Час     | Місце   | Час           | Місце  |
| ----- | ------------------------------------------------------------------- | ------------------- | ------- | ------- | ------- | ------- | ------------- | ------- | ------- | ------- | ------------- | ------ |
| GBR-1 | Вільям Коулз Реймонд Коллінгс                                       | двійки (чоловіки)   | 1:25.2  | 7       | 1:24.4  | 4       | 1:24.2        | 9       | 1:24.1  | 5       | 5:37.9        | 5      |
| GBR-2 | Ентоні Гадд Безіл Велліком                                          | двійки (чоловіки)   | 1:27.9  | 15      | 1:26.8  | 14      | не фінішували | –       | –       | –       | не фінішували | –      |
| GBR-1 | Вільям Коулз Вільям Маклін Реймонд Коллінгс Джордж Голлідей         | четвірки (чоловіки) | 1:18.5  | 8       | 1:20.9  | 6       | 1:21.5        | 3       | 1:23.0  | 6       | 5:23.9        | 7      |
| GBR-2 | Річард Джеффрі Едгар Меддінгс Джордж Павелл-Шедден Джеймс Іремонгер | четвірки (чоловіки) | 1:20.8  | 15      | 1:24.3  | 14      | 1:29.8        | 15      | 1:26.2  | 15      | 5:41.1        | 15     |

## Гірськолижний спорт
У гірськолижних змаганнях брали участь 13 британських спортсменів (7 чоловіків та 6 жінок) у 6 дисциплінах. Загалом британські гірськолижники не показали хороших результатів. Найкращий показник — 21-е місце Шини Макінтош у жіночому слаломі.
| Спортсмен               | Дисципліна                  | Спуск 1 | Спуск 1 | Спуск 2 | Спуск 2 | Всього | Всього |
| Спортсмен               | Дисципліна                  | Час     | Місце   | Час     | Місце   | Час    | Місце  |
| ----------------------- | --------------------------- | ------- | ------- | ------- | ------- | ------ | ------ |
| Пітер Бамфрі            | швидкісний спуск (чоловіки) |         |         |         |         | DNF    | –      |
| Аєн Еппл'ярд            | швидкісний спуск (чоловіки) |         |         |         |         | 4:25.2 | 91     |
| Гаррі Тейлор            | швидкісний спуск (чоловіки) |         |         |         |         | 4:17.4 | 88     |
| Стюарт Паркінсон        | швидкісний спуск (чоловіки) |         |         |         |         | 4:03.0 | 81     |
| Джеймс Палмер-Томкінсон | швидкісний спуск (чоловіки) |         |         |         |         | 3:54.1 | 74     |
| Дональд Гарроу          | швидкісний спуск (чоловіки) |         |         |         |         | 3:41.3 | 60     |
| Джон Боягіс             | слалом (чоловіки)           | 2:30.0  | 65      | 1:44.1  | 59      | 4:14.1 | 63     |
| Гаррі Тейлор            | слалом (чоловіки)           | 2:05.5  | 59      | 2:04.4  | 65      | 4:09.9 | 61     |
| Аєн Еппл'ярд            | слалом (чоловіки)           | 1:47.0  | 53      | 1:33.1  | 54      | 3:20.1 | 55     |
| Дональд Гарроу          | слалом (чоловіки)           | 1:37.0  | 47      | 1:24.3  | 48      | 3:01.3 | 49     |
| Ксанте Райдер           | швидкісний спуск (жінки)    |         |         |         |         | 3:01.4 | 34     |
| Шина Макінтош           | швидкісний спуск (жінки)    |         |         |         |         | 3:00.0 | 33     |
| Розмарі Спарроу         | швидкісний спуск (жінки)    |         |         |         |         | 2:52.3 | 30     |
| Ізобель Ро              | швидкісний спуск (жінки)    |         |         |         |         | 2:47.3 | 27     |
| Банті Грінланд          | слалом (жінки)              | DNF     | –       | –       | –       | DNF    | –      |
| Бріджит Дюк-Вулі        | слалом (жінки)              | 1:34.7  | 25      | 1:19.0  | 21      | 2:53.7 | 24     |
| Ізобель Ро              | слалом (жінки)              | 1:24.5  | 23      | 1:25.1  | 24      | 2:49.6 | 23     |
| Шина Макінтош           | слалом (жінки)              | 1:10.5  | 18      | 1:20.4  | 22      | 2:30.9 | 21     |

Комбінація
Спускова частина цього заходу проходила разом із головним медальним змаганням з швидкісного спуску. Для спортсменів, які змагалися в обох змаганнях, використовувався час з медального заліку. Слаломна частина заходу проходила окремо від головного медального заліку зі слалому.
| Спортсмен               | Дисципліна            | Слалом         | Слалом | Слалом | Разом (шв. спуск + слалом) | Разом (шв. спуск + слалом) |
| Спортсмен               | Дисципліна            | Час 1          | Час 2  | Місце  | Бали                       | Місце                      |
| ----------------------- | --------------------- | -------------- | ------ | ------ | -------------------------- | -------------------------- |
| Джеймс Палмер-Томкінсон | комбінація (чоловіки) | –              | –      | –      | не фінішував               | –                          |
| Дональд Гарроу          | комбінація (чоловіки) | 1:36.8 (+0:05) | 1:26.3 | 44     | 46.98                      | 45                         |
| Гаррі Тейлор            | комбінація (чоловіки) | 1:45.8         | 1:37.8 | 62     | 75.99                      | 61                         |
| Ізобель Ро              | комбінація (жінки)    | 1:28.1         | 1:15.5 | 25     | 34.91                      | 23                         |
| Ксанте Райдер           | комбінація (жінки)    | 1:25.0         | 1:24.8 | 26     | 47.10                      | 27                         |
| Розмарі Спарроу         | комбінація (жінки)    | 1:22.0         | 1:19.7 | 24     | 37.16                      | 25                         |
| Шина Макінтош           | комбінація (жінки)    | 1:10.9         | 1:19.0 | 23     | 36.00                      | 24                         |

## Ковзанярський спорт
На Олімпіаді країну представляли 5 ковзанярів у 4 дисциплінах. Найкращий результат показав Джонні Кронші, зайнявши 11 місце на дистанції 5000 метрів. На дистанції 10000 метрів змагалися двоє британців, і жоден з них не дійшов до фінішу.
| Дисципліна         | Спортсмен       | Час          | Місце |
| ------------------ | --------------- | ------------ | ----- |
| 500 м (чоловіки)   | Генрі Гоуз      | 46.9         | 35    |
| 500 м (чоловіки)   | Денніс Бланделл | 46.5         | 32    |
| 500 м (чоловіки)   | Брюс Пеппін     | 46.4         | 29    |
| 500 м (чоловіки)   | Джонні Кронші   | 46.0         | 25    |
| 1500 м (чоловіки)  | Томас Росс      | 2:32.6       | 41    |
| 1500 м (чоловіки)  | Денніс Бланделл | 2:29.2       | 30    |
| 1500 м (чоловіки)  | Брюс Пеппін     | 2:24.7       | 23    |
| 1500 м (чоловіки)  | Генрі Гоуз      | 2:23.0       | 18    |
| 5000 м (чоловіки)  | Денніс Бланделл | 9:22.2       | 32    |
| 5000 м (чоловіки)  | Томас Росс      | 9:18.3       | 28    |
| 5000 м (чоловіки)  | Генрі Гоуз      | 8:56.6       | 19    |
| 5000 м (чоловіки)  | Джонні Кронші   | 8:45.6       | 11    |
| 10000 м (чоловіки) | Генрі Гоуз      | не фінішував | –     |
| 10000 м (чоловіки) | Джонні Кронші   | не фінішував | –     |

## Скелетон
У скелетоні Велику Британію представляли чотири спорстмени. Джон Краммонд завоював бронзову медаль. Інші британці посіли 6, 7 та 9 місця. Всього у дисципліні змагалося 15 учасників.
| Спортсмен     | Спуск 1 | Спуск 1 | Спуск 2 | Спуск 2 | Спуск 3 | Спуск 3 | Спуск 4 | Спуск 4 | Спуск 5 | Спуск 5 | Спуск 6 | Спуск 6 | Разом  | Разом |
| Спортсмен     | Час     | Місце   | Час     | Місце   | Час     | Місце   | Час     | Місце   | Час     | Місце   | Час     | Місце   | Час    | Місце |
| ------------- | ------- | ------- | ------- | ------- | ------- | ------- | ------- | ------- | ------- | ------- | ------- | ------- | ------ | ----- |
| Томас Кларк   | 49.7    | 12      | 49.9    | 12      | 49.3    | 11      | 1:03.5  | 8       | 1:03.8  | 10      | 1:02.8  | 9       | 5:39.0 | 9     |
| Джеймс Коатес | 48.8    | 8       | 48.7    | 7       | 49.0    | 9       | 1:02.3  | 7       | 1:01.7  | 7       | 1:01.4  | 6       | 5:31.9 | 7     |
| Річард Ботт   | 48.3    | 6       | 48.9    | 9       | 49.2    | 10      | 1:01.5  | 6       | 1:01.4  | 4       | 1:01.4  | 6       | 5:30.7 | 6     |
| Джон Краммонд | 47.4    | 1       | 47.7    | 3       | 47.9    | 3       | 1:00.9  | 5       | 1:00.9  | 3       | 1:00.3  | 1       | 5:25.1 | 3     |

## Фігурне катання
На змаганнях з фігурного катання Велику Британію представляли 9 спортсменів (3 чоловіки та 6 жінок). Жаннет Альтвегг завоювала бронзу в одиночному катанні. Інші британські фігуристки посіли 7, 10 та 19 сходинки у цій дисципліні (серед 25 учасниць). Грем Шарп у чоловічому одиночному катання став сьомим. У парному катанні британські дуети зайняли 5 та 8 сходинки.
| Спортсмени                              | Змагання                    | CF | FS | Бали    | Places | Місце |
| --------------------------------------- | --------------------------- | -- | -- | ------- | ------ | ----- |
| Грем Шарп                               | одиночне катання (чоловіки) | 6  | 8  | 167.044 | 67     | 7     |
| Джилл Гуд-Лінзі                         | одиночне катання (жінки)    | 19 | 18 | 140.200 | 145    | 19    |
| Меріон Дейвіс                           | одиночне катання (жінки)    | 11 | 12 | 144.766 | 104    | 10    |
| Бріджит Адамс                           | одиночне катання (жінки)    | 5  | 16 | 148.644 | 69     | 7     |
| Жаннет Альтвегг                         | одиночне катання (жінки)    | 2  | 6  | 156.166 | 28     | 3     |
| Дженніфер Нікс Джон Нікс                | парне катання               |    |    | 9.700   | 98     | 8     |
| Вініфред Сільверторн Денніс Сільверторн | парне катання               |    |    | 10.572  | 53     | 5     |

## Хокей
Турнір проходив за коловою системою, у ньому взяли участь дев'ять команд. Збірна Великої Британії посіла 5 місце.
|                 | І | В | П | Н | ЗШ | ПШ  | О  |
| --------------- | - | - | - | - | -- | --- | -- |
| Канада          | 8 | 7 | 0 | 1 | 69 | 5   | 15 |
| Чехословаччина  | 8 | 7 | 0 | 1 | 80 | 18  | 15 |
| Швейцарія       | 8 | 6 | 2 | 0 | 67 | 21  | 12 |
| Швеція          | 8 | 4 | 4 | 0 | 55 | 28  | 8  |
| Велика Британія | 8 | 3 | 5 | 0 | 39 | 47  | 6  |
| Польща          | 8 | 2 | 6 | 0 | 29 | 97  | 4  |
| Австрія         | 8 | 1 | 7 | 0 | 33 | 77  | 2  |
| Італія          | 8 | 0 | 8 | 0 | 24 | 156 | 0  |
| США *           | 8 | 5 | 3 | 0 | 86 | 33  | 10 |

* Команда Сполучених Штатів була дискваліфікована.
- Велика Британія 5-4 Австрія
- Канада 3-0 Велика Британія
- Чехословаччина 11-4 Велика Британія
- Швейцарія 12-3 Велика Британія
- Велика Британія 7-2 Польща
- Швеція 4-3 Велика Британія
- США 4-3 Велика Британія
- Велика Британія 14-7 Італія

|  | Учасники Ленні Бейкер Джордж Бейлі Джиммі Чаппелл Джеррі Дейві Фредді Данкелман Арт Грін Френкі Грін Френк Джардін Джонні Мюррей Джонні Окслі Стен Саймон Берт Сміт Арчі Стінчкомб Том Сайм |